# La Calmette
La Calmette é uma comuna francesa na região administrativa de Occitânia, no departamento de Gard. Estende-se por uma área de 11,1 km². Em 2010 a comuna tinha 2 308 habitantes (densidade: 207,9 hab./km²).